# Jerome Mincy
Jerome Mincy, né le 10 octobre 1964 à Aguadilla, à Porto Rico, est un joueur et entraîneur portoricain de basket-ball. Il évolue durant sa carrière au poste d'ailier fort.

## Palmarès
- Champion des Amériques 1989, 1995
- Finaliste du championnat des Amériques 1988, 1993, 1997
- Vainqueur des Jeux panaméricains de 1991
- 3e des Jeux panaméricains de 1987